# Paco Poch
Francesc Poch i Sabarich, més conegut artísticament com a Paco Poch (Barcelona, 1951) és un productor de cinema català.
Es va llicenciar en història moderna a la Universitat de Barcelona, on també va estudiar fotografia, economia i direcció d'empreses. El 1979 es va introduir al món del cinema treballant per a Fígaro Films, dirigida per Pepón Coromina i el 1980 fou productor delegat de la primera pel·lícula de Pedro Almodóvar, Pepi, Luci, Bom y otras chicas del montón. El 1986 va crear la seva pròpia productora, Virgínia Films. El 1983 va produir el curtmetratge documental Sergi Aguilar, premiat com a millor curtmetratge als III Premis de Cinematografia de la Generalitat de Catalunya (1985). Després ha impartit classes a la Universitat Pompeu Fabra i el 1994 va crear una nova productora, Mallerich Audiovisual, amb la qual ha produït nombrosos llargmetratges i documentals, entre d'altres d'Isaki Lacuesta. Dues de les seves produccions de 2018, Miriam miente i Entre dos aguas, han estat premiades a diversos festivals.
Des de febrer de 2022 és vocal de la junta d'Òmnium Cultural presidida per Xavier Antich.

## Filmografia (selecció)
- Pepi, Luci, Bom y otras chicas del montón (1980, de Pedro Almodóvar)
- Navajeros (1980, d'Eloy de la Iglesia)
- Barcelona sur (1981, de Jordi Cadena)
- La revolta dels ocells (1982, Lluís Josep Comeron)
- Tras el cristal (1986, d'Agustí Villaronga)
- La senyora (1987, Jordi Cadena)
- L'home de neó (1988, d'Albert Abril)
- Innisfree (1990, José Luis Guerín)
- Els papers d'Aspern (1991, de Jordi Cadena)
- Buenaventura Durruti, anarquista (1999, Jean-Louis Comoli i Els Joglars)
- El cas Pinochet (2000, de Patricio Guzmán)
- Cravan vs Cravan (2001, d'Isaki Lacuesta).
- Tempus fugit (2003, d'Enric Folch)
- La leyenda del tiempo (2006, d'Isaki Lacuesta)
- Els últims dies del món (2009, d'Arnaud Larrieu i Jean-Marie Larrieu)
- Caracremada (2010, de Lluís Galter)
- La maleta mexicana (2011, de Trisha Ziff)
- Miriam miente (2018, de Natalia Cabral i Oriol Estrada)
- Entre dos aguas (2018, d'Isaki Lacuesta)
- Sis nits d'agost (2022, de Ventura Durall)
- Memorias de un cuerpo que arde(2024 d'Antonella Sudasassi)